# Елтадж Сафарли
Елтадж Сафарли (на азербайджански: Eltac Səfərli) е азербайджански шахматист, гросмайстор от 2008 г.

## Кариера
От 2001 г. на няколко пъти представя Азербайджан на световни и европейски първенства за юноши, където завоюва три златни медала: Ираклион (2002, СП до 10 г.), Пенискола (2002, ЕП до 10 г.) и Будва (2003, ЕП до 12 г.).
Първият значителен успех в международен турнир е постигнат през 2006 г., когато в Москва на Аерофлот Оупън–А2 покрива първа гросмайсторска норма. Другите две норми ги покрива през 2007 г. в Абу Даби и Санкт Петербург (на Мемориал Михаил Чигорин). Също през 2007 г. поделя 2 м. с Ниджат Мамедов (зад Елмир Гюсеинов) на индивидуалното първенство на Азербайджан.
През 2008 г. участва в шахматната олимпиада до 16 г., където постига един от най-високите индивидуални резултати в състезанието – 7/9 т.